# .lu
.lu – domena internetowa przypisana od roku 1995 do Luksemburga i administrowana przez DNS-LU.